# 第12届中国电视剧飞天奖
第12届全国电视剧“飞天奖”颁奖大会于1992年9月15日在深圳举行。电视剧《中国神火》《外来妹》并列本届“飞天奖”长篇电视连续剧一等奖，是1981年评选“飞天奖”以来的首次。

## 获奖名单

### 长篇连续剧
- 特别奖《孔子》
- 一等奖《中国神火》《外来妹》
- 二等奖《编辑部的故事》《上海一家人》《北洋水师》
- 三等奖《大唐名相》《艰难的抉择》《杨家将》《誓言》《红蜻蜓》《纪委书记》
- 提名荣誉《常香玉》《让我们荡起双桨》《出路》

### 中篇连续剧
- 一等奖《南行记》
- 二等奖《赵尚志》《山不转水转》《女人们》
- 三等奖《未有终点的跑道》《不惑之年》《豆花》《离太阳最近的人》《铁市长》《巨人的握手》
- 提名荣誉《走出沼泽》《哦，昆仑》《刑警队长》《长征号 , 今夜起飞》《瞎子阿炳》

### 短篇连续剧
- 一等奖《硝烟散后》
- 二等奖《好人燕居谦》《朱自清》
- 三等奖《天神不怪罪的人》 《跑马溜溜的山上》《车站》
- 提名荣誉《朱生豪》《戴布鲁斯：1988》《李小娥分家》《太阳鸽》《王贵与李香香》《太阳的摇篮》

### 戏曲电视连续剧
- 一等奖空缺
- 二等奖《桃花扇》《曹雪芹》
- 三等奖《汉武之恋》
- 提名荣誉《秦淮烟云》《荒唐宝玉》《山杏》

### 戏曲短篇电视剧
- 一等奖《侯门之女》
- 二等奖《柯佬二入党》
- 三等奖《楚女择婿》
- 提名荣誉《鸡毛蒜皮》《王罗锅卖海蛎子》

### 少儿电视剧
- 一等奖《棒棒真棒》
- 二等奖《还有一支春天的歌》
- 三等奖空缺
- 提名荣誉《初涉尘世》

### 少儿短篇电视剧
- 一等奖《墨海新蕾》
- 二等奖《夏天我九岁》《我有一片辽阔的蓝天》
- 提名荣誉《听到的世界》《金色的晨光》

### 短剧小品
- 一等奖空缺
- 二等奖《红小豆·绿小豆》
- 三等奖《太阳地》《店打武松》
- 提名荣誉《守桥人》

### 译制片
- 优秀译制片《舐犊情深》《逃离索比堡》《失踪之谜》
- 提名荣誉《金色小提琴》《奇异的家庭》《师生情》《是死？是活？》

### 单项奖
| 奖项       | 得奖者                             | 提名荣誉                             |
| ---------- | ---------------------------------- | ------------------------------------ |
| 优秀导演   | 潘小扬《南行记》、李文岐《赵尚志》 | -                                    |
| 优秀编剧   | 程蔚东《中国神火》                 | 谢丽虹、成浩《外来妹》               |
| 优秀男主角 | 高强《赵尚志》                     | 葛优《编辑部的故事》、王绘春《孔子》 |
| 优秀女主角 | 吕丽萍《编辑部的故事》             | 陈小艺《外来妹》、李媛媛《红蜻蜓》   |
| 优秀男配角 | 谢园《上海一家人》                 | 焦晃《朱自清》                       |
| 优秀女配角 | 曹翠芬《上海一家人》               | 周娴珍《杨家将》                     |
| 优秀摄像   | 王小列《南行记》                   | 吴云《朱自清》                       |
| 优秀照明   | 林发祥、王义峰《朱自清》           | 《孔子》                             |
| 优秀美术   | 许庆山、李昌庆《孔子》             | 《大唐名相》                         |
| 优秀剪辑   | 《编辑部的故事》                   | 《中国神火》                         |
| 优秀音响   | 《编辑部的故事》                   | -                                    |
| 优秀音乐   | 王云之、杨青青《孔子》             | 《侯门之女》                         |